# Vitali Arujau

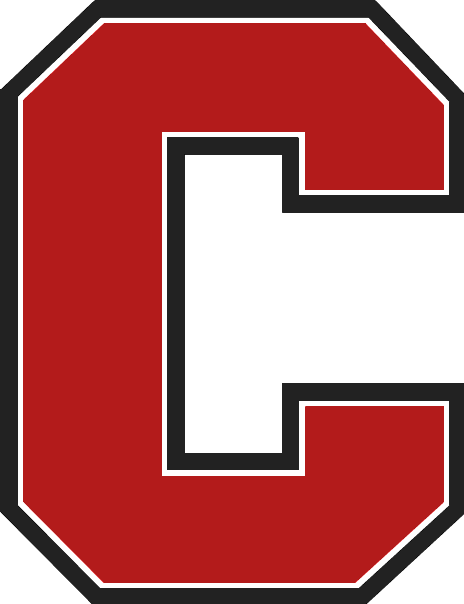
Zawodnik Cornell Big Red

Vitali "Vito" Arujau (ur. 1 czerwca 1999) – amerykański zapaśnik walczący w stylu wolnym. Triumfator mistrzostw świata w 2023 i trzeci w 2024. Złoty medalista mistrzostw panamerykańskich w 2021 i 2023. Wicemistrz świata juniorów w 2018 i kadetów w 2016 roku.
Zawodnik Syosset High School i Cornell University. Cztery razy All-American (2019, 2022-2024) w NCAA Division I. Zajął pierwsze miejsce w 2023 i 2024; trzecie w 2022 i czwarte w 2019. Outstanding Wrestler w 2023 roku.
Jego ojciec Wugar Orudżow to brązowy medalista olimpijski w zapasach z Barcelony 1992.